# Licht (opera)

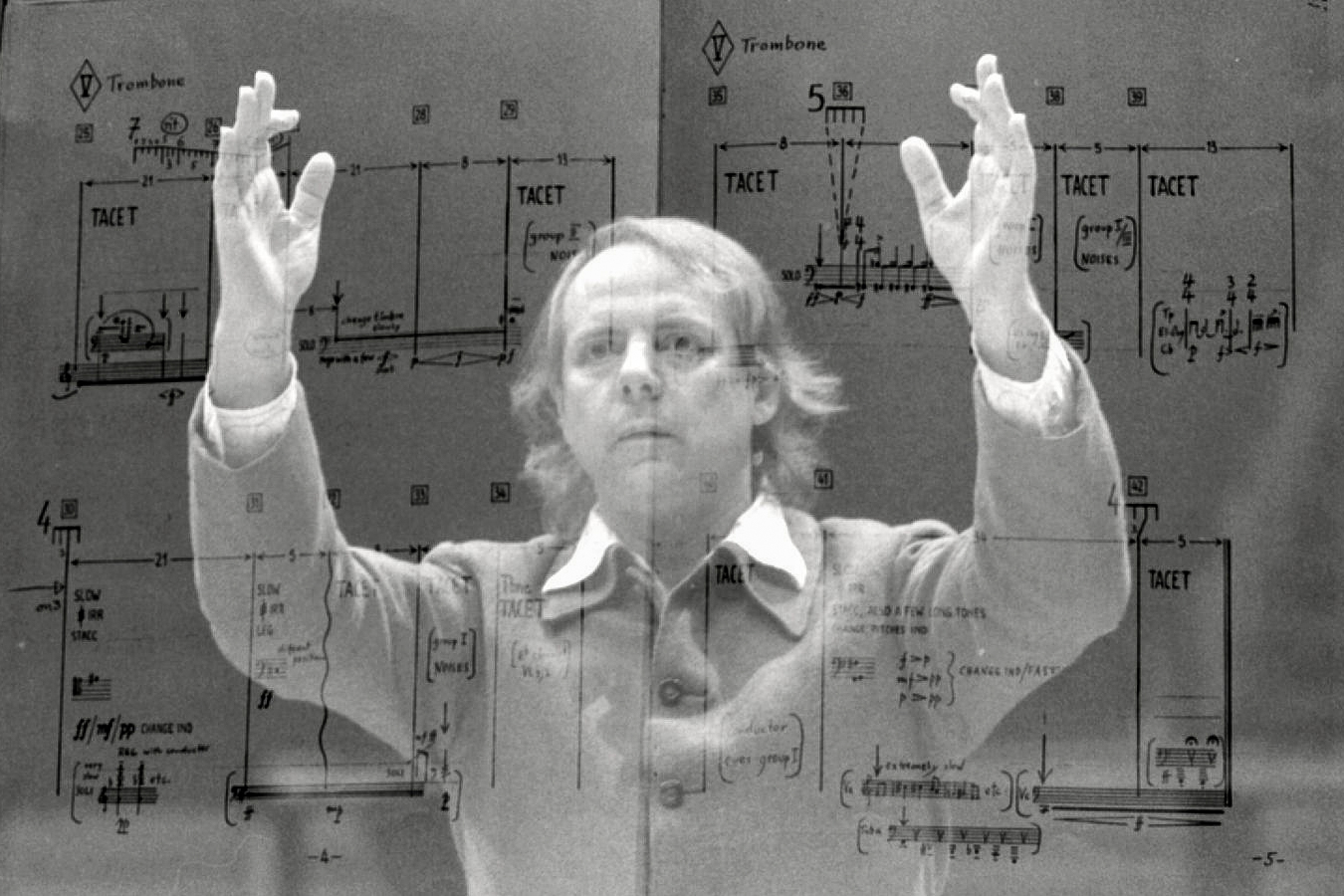
Karlheinz Stockhausen

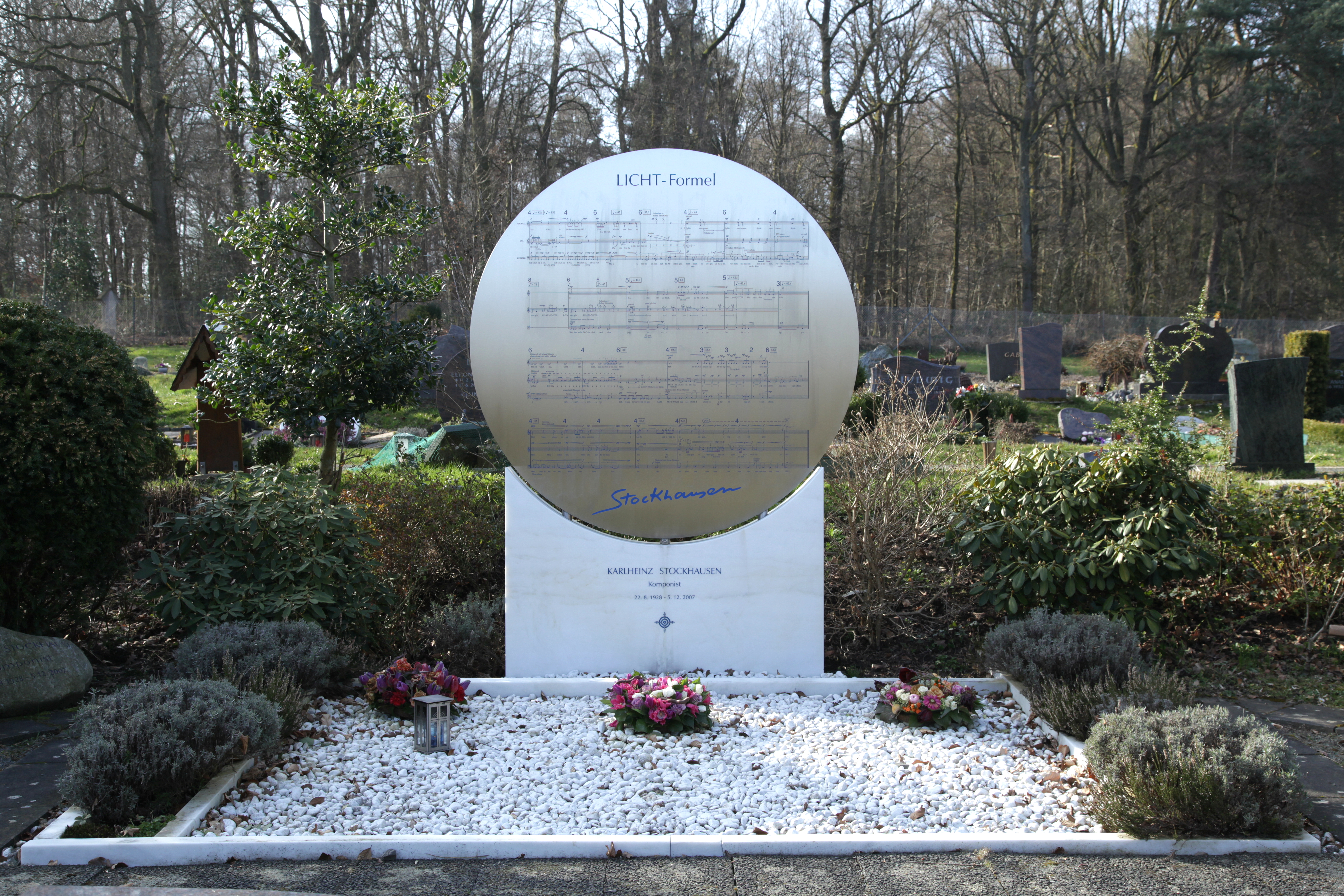
Karlheinz Stockhausens grav med partituret till hans verk Licht.

Licht (Ljus) med undertiteln Veckans sju dagar (tyska: Licht - Die sieben Tage der Woche), är en operacykel i sju delar med musik och text av Karlheinz Stockhausen komponerad mellan 1977 och 2003. Hela cykeln består av 29 timmars musik.

## Historia
Idén till den sjudelade cykeln Licht startade 1977 och avslutades inte förrän premiären av den sista delen 2011, 34 år senare. Jämförelsen med Richard Wagner är enkel att göra. Licht är det största operaprojektet sedan Nibelungens ring, och liksom denna är Licht av samma enorma mått där varje enskild del både kan framföras separat men även framföras som en serie. 
Emedan de mytologiska och religiösa referenserna i Licht är högst komplicerade är det underliggande budskapet enkelt: Licht är en liknelse om kampen mellan anden och materian. Centralfigurerna i cykeln är ärkeängeln Michael (mänsklighetens beskyddare), Eva (en modersfigur och allomfattande lärarinna) och Lucifer (mänsklighetens utmanare och intellektets extremist) som alla representeras av olika karaktärer, instrument och ensembler. Musikaliskt sett är Licht enormt komplext, men i grund och botten innehåller varje del en serie av "trenotsformler" liknande ledmotiv. Associerade med karaktärer och instrument - Michael förknippas med en trumpet, Eva med en flöjt och Lucifer med en trombon - skapar dessa formler en struktur omkring vilken Stockhausen samlar ett överflöd av olika instrumentala sammansättningar. Ibland uppstår dessa formler i rena, kort fraser; och i andra sammanhang frambringar de hela sektioner, som "Lucifers dröm" (Samstag), i vilken formelns harmonier upprepas och utforskas tills en helt ny form av musik har skapats. 
Grundidén är att återge veckodagarna, som bestäms av konsumtions- och produktionsrytmerna, en religiöst och biologiskt bestämd mening, för att göra relationen till Gud möjlig i vardagen. Såväl gamla som nya framställningsformer ut den europeiska och asiatiska traditionen utvidgas här till att bli en rituell konstform. Det finns element av såväl indisk kathakalidans som japansk gagaku och No-teater. Dansare, artister, tekniker, instrumentalister agerar jämbördigt med sångarna. Michael framställs till exempel av en sångare och en trumpetare, medan pingvinen vid Sydpolen framställs av en frackklädd medlem i en symfoniorkester. Färgerna, rumsklangerna, belysningseffekterna och rekvisitan får en egen betydelse och antar ett eget liv. Alla episoder från en dag kan framföras som självständiga delar, liksom de enskilda dagarna själva. Men ingen dag förgår utan fåglar. De förkunnar, liksom hos Stockhausens lärare Olivier Messiaen, Guds kärlek och kärleken till Gud.
Michaels resa till jorden markerar den moderna musikens anhalter under 1900-talet, från den gamla till den nya världen (från Arnold Schönbergs tolvtonsmusik till minimalismen) och därifrån till Ostasien (till aleatorisk musik, rumsklang och nya ljudalstrare). Med kattan Kathinka i Dienstag (Tisdag) framträder ett helt uttalat buddhistiskt tankegods. Endast i den här religionen räknar man med sex mänskliga sinnen, eftersom man inbegriper tankeförmågan; endast genom att lyssna med alla sex kan man nå förlösning (vilket lärs ut i Den tibetanska dödsboken). Stockhausen är här rotad i en gammal europeisk och asiatisk tanketradition, från Carl Gustav Jungs studier av Tibetanska dödsboken under 1920-talet fram till Samuel Becketts komedi Spel från 1963. Trots all den inledande kritiken, framkallad av överflödet av ovanliga och fantastiska infall, är Licht ett sant förnyelseverk.

### Premiärerna
Cykelns sju delar uruppfördes inte enligt veckans dagordning:
- Donnerstag (Torsdag) – 15 mars 1981, på La Scala i Milano
- Samstag (Lördag) – 25 maj 1984, på La Scala i Milano
- Montag (Måndag) – 7 maj 1988, på La Scala i Milano
- Dienstag (Tisdag) – 28 maj 1993, på opera i Leipzig
- Freitag (Fredag) – 12 september 1996, på operan i Leipzig
- Mittwoch (Onsdag) – den kompletta operadelen uruppfördes av Birmingham Opera Company den 22 augusti 2012 på The Argyle Works i Birmingham; den enskilda scenernas premiär var enligt följande: 
  - Scene 1 Welt-Parlament ("Världsparlamentet") – 3 februari 1996, i Stuttgart
  - Scene 2 Orchester-Finalisten ("Orkesterfinalister") – 4 juni 1996, i Amsterdam
  - Scene 3 Helikopter-Streichquartett ("Helikopterstråkkvartett") – 26 juni 1995 som en del av Hollandsfestivalen i Amsterdam
  - Scene 4 Michaelion - 26 juli 1998 på Prinzregententheater i München
- Sonntag (Söndag) – 9 april (Scenerna 1, 2 och 3) och 10 april (Scenerna 4 och 5 samt Avskedet) 2011 i Köln

## De sju dagarna

### Måndag
Montag aus Licht (Måndag av Ljus) är en opera i tre akter, en hälsning och ett avsked. Operan uruppfördes 7 maj 1988 på La Scala i Milano.
Evatag (Evas dag), en musikalisk fest till moderns ära, födelsens och pånyttfödelsens fest. Huvudfärg: ljusgrön.
Enligt Stockhausen är Montag Evas dag och således är en övervägande majoritet av rösterna kvinnliga. För att hedra kvinnan som skapare framställde Stockhausen Eva som "Moder Jord" omgiven av sina barn - en liknelse som vid premiären manifesterades av genom flitigt användning av färgen grönt i ljus, dekor och kostym. Montag är en av cykelns mest innehållsrika operor vad gäller uttryck. Librettot innehåller ett bisarrt galleri av fonetiska och verbala tungvrickningar. Stycket kräver en stor orkester och mer än 21 scenmusiker, flera körer och mindre instrumentensembler utöver en enorm arsenal av elektroniska instrument. Musiken är kanske den minst svårtillgängliga i cykeln och gränsar ibland till att vara det mest traditionellt harmoniska som Stockhausen någonsin skapade. 
Personer
- Eva (3 sopraner)
- Luzifer (bas)
- Luzipolyp (bas, aktör)
- Tre sjömän (3 tenorer)
- Sju pojkar (7 gossopraner)
- Coeur de basset (kvinnlig bassetthornist)
- Tre bassettinnor (2 kvinnliga bassetthornister, en röst)
- En undulat som pianist (pianist)
- Barnfångerskan (kvinnlig altflöjtist, även piccolaflöjt)
- Tjugoen skådespelerskor (21 stumma roller)
- Män, kvinnor, barnkör, sju djurungar, sju tomtar, flickor, barn (kör)

Handling
Akt I
Evas första födsel: Eva skänker världen sju djurungar och sju gråhåriga tomtar. Tre Eva-sopraner sjunger sitt tack i en födelsearia. 
Men detta tilltalar inte Luzifer, som sänder tillbaka ungarna i Evas sköte: "Alltsammans om igen!"
Akt II
Evas andra födsel: Eva befruktas av en undulat som samtidigt är pianist och framför Pianostycke XIV. Eva föder sju pojkar, som växer upp vid modersbröstet som i Paradiset. Kvinnorna tvättar och klär barnen. Ett av dem börjar lära de andra barnen att sjunga, från enkla stavelser till mer avancerade sångmönster. Några män kommer in och försöker få kontakt med den kvinnliga bassetthornisten. Kvinnorna tränger in över scenen och berättar för männen att en främling har anlänt.
Akt III
Evas trolldom: Pojkarna blir till män. En flöjtspelare, tillika Barnfångerska, hetsar upp Eva till en erotisk duett och för bort hela den nya generationen barn. Eva åldras och förvandlas till ett berg, runt vars krön stora vita fåglar kretsar medan man i fjärran kan höra barn- och fågelröster.

### Tisdag
Dienstag aus Licht (Tisdag av Ljus) är en opera i en hälsning och två akter med avsked. Operan uruppfördes 28 maj 1993 på Oper i Leipzig.
Stridens dag, huvudfärg: röd.
Operan börjar med en fanfar utförd av nio trumpeter med tremolo tillsammans med nio skriande tromboner. Ljudet ska frammana synen av det förestående kriget. Sedan följer en kakofoni av ljud som avbryts först då Eva gör entré och manar till lugn. Den första akten ("Jahreslauf" - Årsförlopp) var ursprungligen komponerad för en japansk blås- och slagverksensemble från Tokyo. Stockhausen skrev senare om den för västerländska instrument. Det verkliga slaget utkämpas i akt II. Stockhausen använde sig av högtalare i flera riktningar runt i salen, en egen uppfinning som han benämnde "Oktophonie", vilka skapar illusionen av ljudet av flygplan som dyker och stiger i konsertsalen. Mikaels och Luzifers arméer invaderar scenen och beskjuter varandra med musiksalvor. Efter all denna ljudexplosion för Stockhausen ner det hela till jorden igen med sin "Pietà", en begravningssång för flygelhorn och sopran som alltmer tystnar tills Syntheziser-Fou, sittande bakom en enorm arsenal av synthezisers, avslutar operan med en färgrik pastisch på virtuos pianoteknik.
Personer
- Mikaeltruppen (3 trumpeter, varav en dubblerar på flygelhorn, 6 tuttitrumpeter, slagverk, syntheziser)
- Luzifer (bas)
- Med Luzifergruppen (3 tromboner, 6 tuttitromboner, slagverk, syntheziser)
- Eva (sopran)
- Årtusende-, århundrade-, årtionde- och årslöpare (4 dansare-mimare)
- Domaren (aktör)
- Tre linjemän, även tre blomstergivare, även Kock, Lejon och Apa (3 mimare)
- En liten flicka (barnskådespelare)
- En vacker kvinna (kvinnlig nudist)
- Årsloppspelare (14 musiker)
- Fyra valsur (4 musikaliska assistenter)
- Syntheziser-Fou (syntheziserspelaren ur Luzifertruppen)
- De hinsides (kör)

Handling
Akt I
Årsförlopp. Ärkeängeln Mikael närmar sig med sina trumpeter Luzifers tromboner. Luzifer och Mikael utkämpar sin strid om ett liv med och utan Gud som en tävling om tiden. Årtusendena, århundradena, årtiondena och åren närmar sig, men vilseleds av Luzifer och förloppet stannar upp. Eva kan se framtiden och manar till fred. Men Mikael lockar dem till att återuppta sitt förlopp. Mikael segrar.
Akt II
Invasion - explosion med avsked. Mikael- och Luzifertruppernas musikartilleri beskjuter varandra från luften. Tre musikaliska försvar skjuter ner trupperna. Under tiden jagar två instrumentarméer varandra runt på scenen och i salen. Eva visar förbarmande och tar sig an de döda och sårade, men kan inte få raseriet att upphöra. Luzifer frilägger det inre av ett glasberg, där de hinsides leker med krigsmaskiner av glas. Ett genomskärande skrik får allt att stanna upp och en vit flagg syns inuti glasberget. Berget öppnas och en glasjungfru uppenbarar sig medföljd av två andra glasfigurer. Mikael dödas men utför en skrämmande duett "Pietà" tillsammans med Eva. En tredje invasion börjar och Luzifers armé når fram till glasberget, som sakta försvinner då tre explosioner får glaskristallerna att förintas. Armén försvinner under jorden, kören återvänder och Syntheziser-Fou spelar ett komiskt virtuost solo som sakta avslutar operan.

### Onsdag

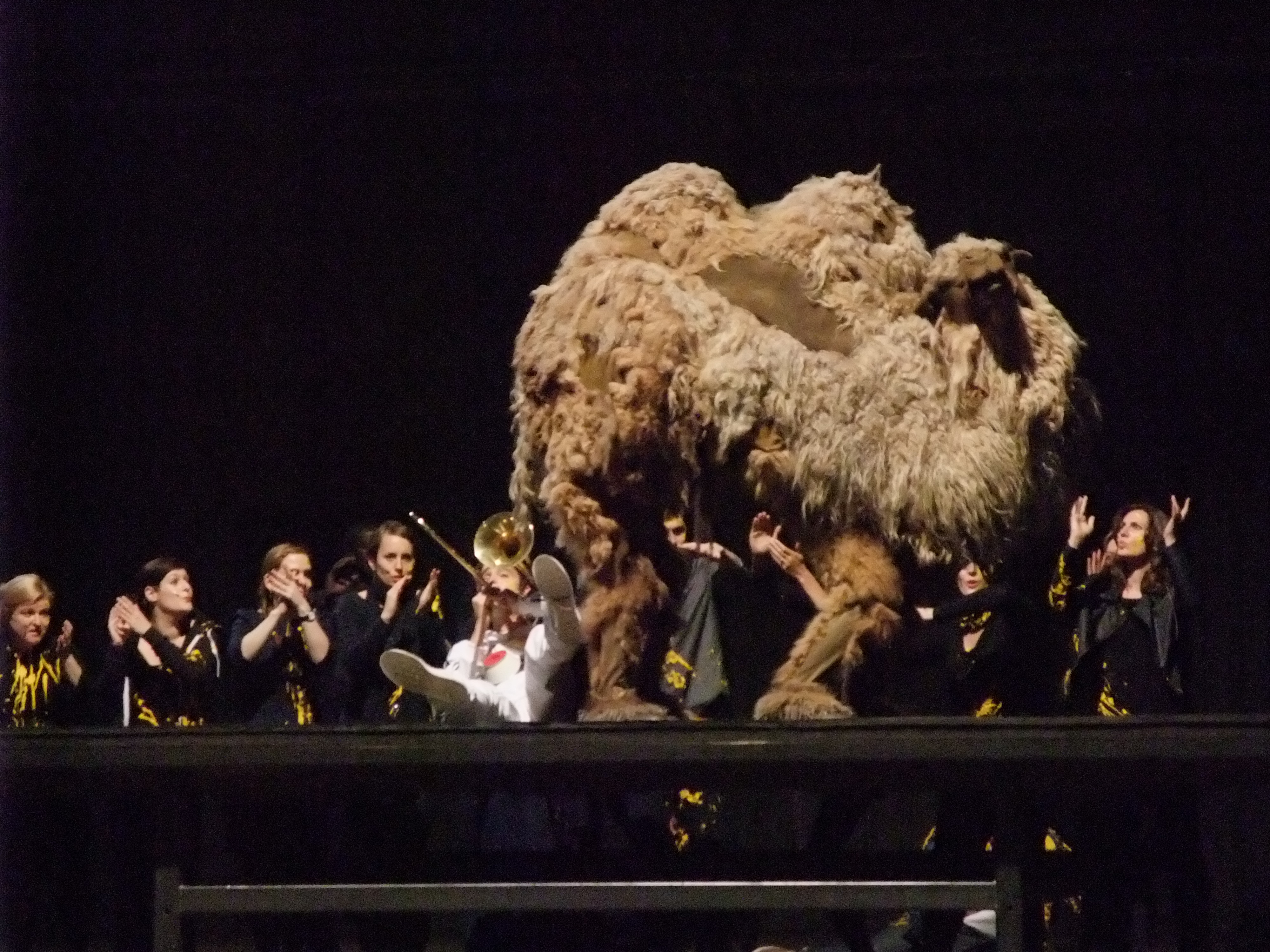
Lucicamel vinner tjurfäktningen. Birmingham 2012.

Mittwoch aus Licht (Onsdag av Ljus) är en opera i en hälsning och fyra scener med avsked. Operan uruppfördes 22 augusti 2012 på Argyle Works av Birmingham Opera Company.
Försoningens dag, huvudfärg: gul.
Personer
- Delegaterna (kör)
- Presidenten (tenor)
- Vicepresidenten (sopran)
- Vaktmästaren (aktör)
- Mumien (slagverk)

Handling
Scen 1.
Världsparlamentet sammanträder ovan molnen och ämnet är kärlek. Medan delegaterna anländer via genomskinliga hissar till toppen av en flytande skyskrapa av glas, svävar helikoptrar och duvor ovan dem. Debatten förs på okänt språk. Då vaktmästaren avbryter för att meddela att en felparkerad bil forslas bort inser presidenten att det är hans bil och rusar ut. En koloratursopran väljs till vicepresident. 
Scen 2.

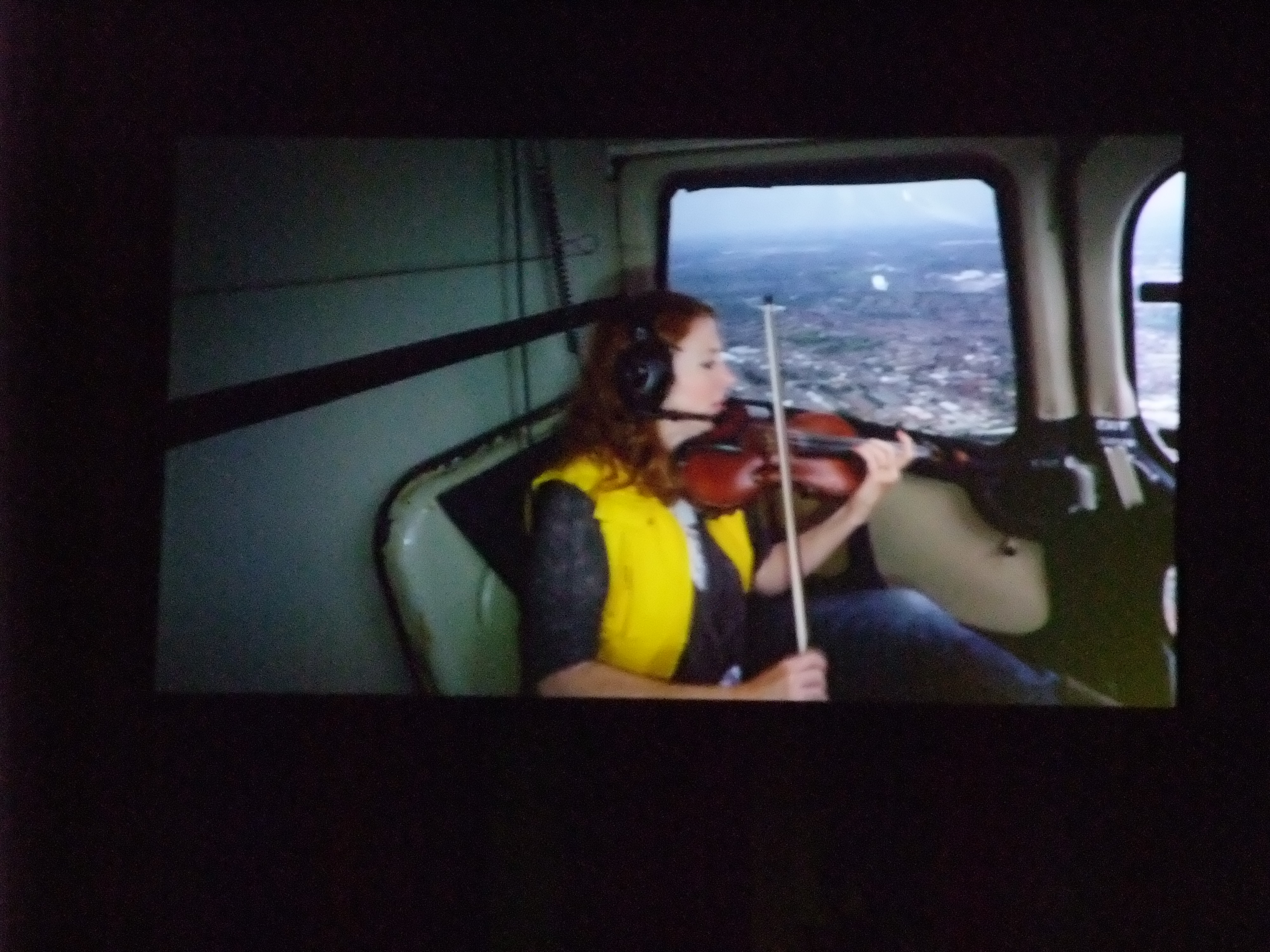
Solist i "Helikopterkvartetten".

11 instrumentalister tävlar om arbete i orkestern medan de svävar i luften. Med teleskop bevittnar de en mängd luftburna scener: ett katedralstak, flygplan över havet, skepp i hamn. Kontrabasisten grips av nervösa tics ända tills en mystisk mumie uppenbarar sig och förlöser basisten med ett gong-gong-slag.
Scen 3.
Helikopter-stråkkvartett. Fyra stråkmusiker sitter i var sin helikopter, åtföljda av varsin videokamera som sänder bild och ljud till publiken. Uppe i luften framför de en polyfonisk, synkroniserad komposition medan de interagerar med ljuder från rotorbladen. Deras spel bestäms även av piloternas rörelse.
Scen 4.
Mikaelion är ett galaktiskt högkvarter där delegater från olika stjärnor samlas för att välja en ny President. Den utvalde måste kunna översätta universella budskap som ingen annan förstår. Favoriten heter Lucicamel och är mycket riktigt en kamel, som leds in på scenen av en vitklädd trombonist. Lucicamel sjunger om Camael, de sju planeternas ängel. Två tenorer putsar Lucicamels vänstra framhov tills den skimrar i guld. Lucicamel dricker champagne och blir tjur i en tjurfäktning. Lucicamel vinner och kvinnor kommer fram och drar ned dragkedjan i pälsen. Ut hoppar Luca och utropas genast till ny president.

### Torsdag
Donnerstag aus Licht (Torsdag av Ljus) är en opera i tre akter, en hälsning och ett avsked. Operan uruppfördes 15 mars 1981 på La Scala i Milano.

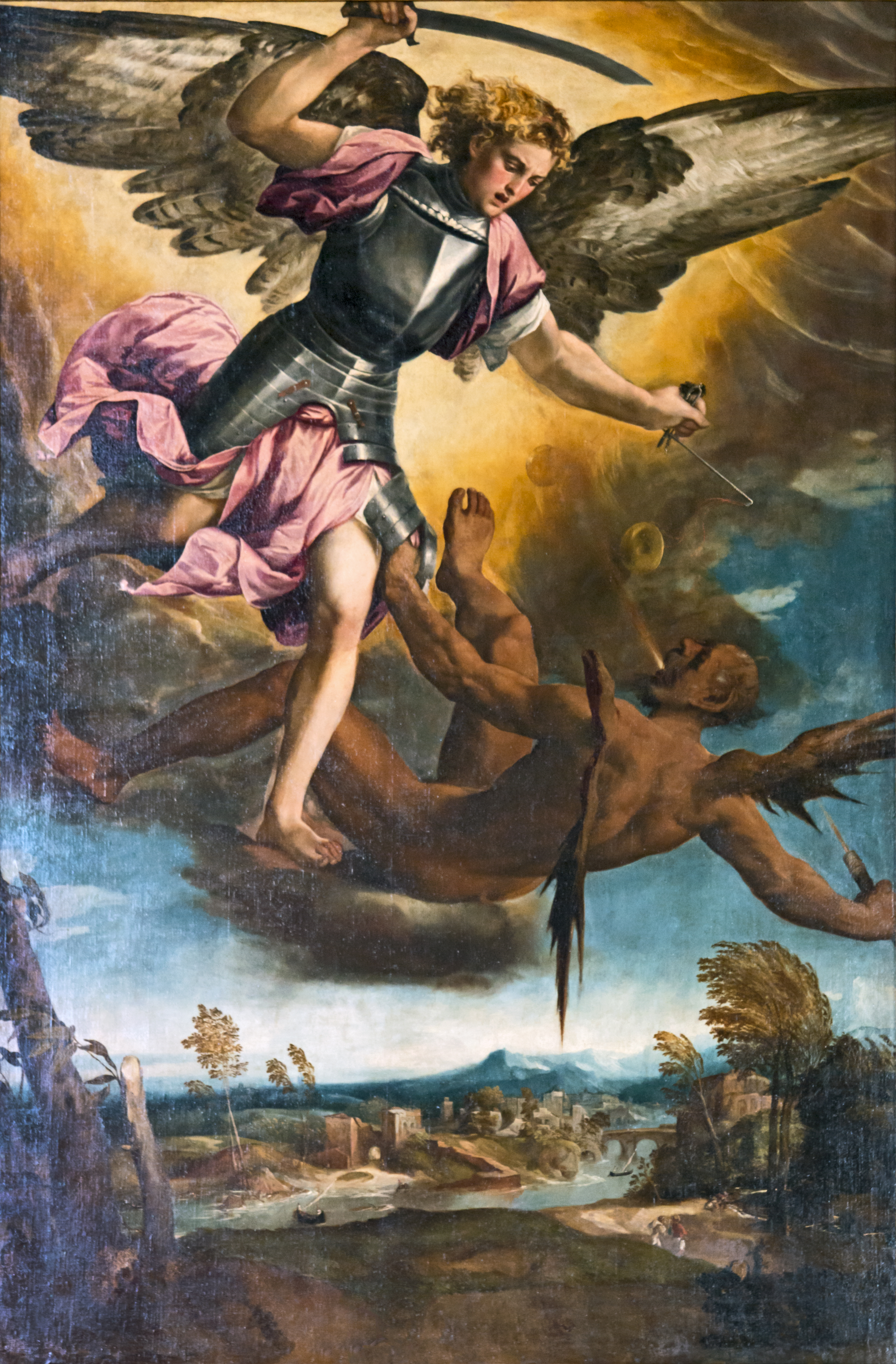
Ärkeängeln Mikael kastar ned Lucifer från himlen.

Mikaelsdagen, lärandets dag, huvudfärg: blå.
Personer
- Mikael (tenor, trumpetare, dansare)
- Eva, även Moder, Måneva, Kvinna (sopran, kvinnlig bassetthornist, dansös)
- Luzifer (bas, trombonist, dansare-mimare)
- Mikaels följeslagerska vid examen (kvinnlig pianist)
- Läkaren (stum roll)
- Sjukvårdaren (stum roll)
- Sjukvårdssoldaten (stum roll)
- Byfolk (stumma roller)
- Ett clownartat par svalor (2 klarinettister, den andra dubblerar som bassetthornist)
- Pingvinen vid Sydpolen (orkester)
- Två pojkar (2 saxofonister)
- En kvinnlig målare med tre ljuskompositioner (skådespelerska)
- En äldre kvinna (skådespelerska)
- En budbärare (tenor)
- "Osynlig kör" (ljudband)
- Delegater från Mikaels universum (kör)

Handling
Akt I
Mikaels ungdom. Moder Eva undervisar Mikael i sång, skämt och dans, medan fader Luzifer erbjuder jakt, skytte och teater. Modern hamnar på mentalsjukhus och avlider där, medan fadern beger sig ut i krig och stupar. Mikael förälskar sig i en Måneva, består en trefaldig prövning och blir upptagen i musikens högre grad.
Akt II
Mikaels resa till jorden. Resan går först till Sydpolen till pingvin(-musikerna), sedan från Köln till New York, Japan, Bali, Indien, Centralafrika och Jerusalem. Där lockar ljudet från ett bassetthorn Mikael att stiga av.
Akt III
Mikaels återkomst. Eva leder sonen till det himmelska residenset. Luzifer stör förgäves. Mikaels sista ord lyder: "Människa har jag blivit /.../ för att bringa himmelsk musik till människorna och människomusik till det himmelska, på det att människan skall höra Gud och Gud lyssna till sina barn."

### Fredag
Freitag aus Licht (Fredag av Ljus) är en opera i en hälsning och två akter med avsked. Operan uruppfördes 12 september 1996 på Oper i Leipzig.
Frestelsens dag, huvudfärg: orange.
Personer
- Eva (sopran)
- Ludon (bas)
- Kaino (baryton)
- Ela (bassetthorn)
- Lufa (flöjt)
- Synthbird (syntheziser)
- Tolv par dansare-mimare (av vilka några är integrerade i objekt): kvinna/man, katt/hund, kopieringsmaskin/skrivmaskin, bil/racercykel, spelautomat/automatspelare, fotboll/ben, måne/raket, arm/kanyl, pennvässare/blyertspenna, kvinnomun/ishorn, violin/stråke, rede/korp
- Kör, barnkör, tolv korister

Handling
Akt I
Fredag. Paren har funnit varandra. Ludon föreslår Eva en förbindelse med hans son Kaino. Båda barnen musicerar för varandra och tillsammans.
Akt II
Försök. Eva förenar sig med Kaino, och även några av paren byter partner. Det uppstår bastardpar och bastardbarn, som för krig mot varandra. Barnkrig. Eva och bastardparen ber om nåd. Deras bön beviljas. Bastardparen förenar sig till en stor låga och brinner upp, blir till LJUS.

### Lördag

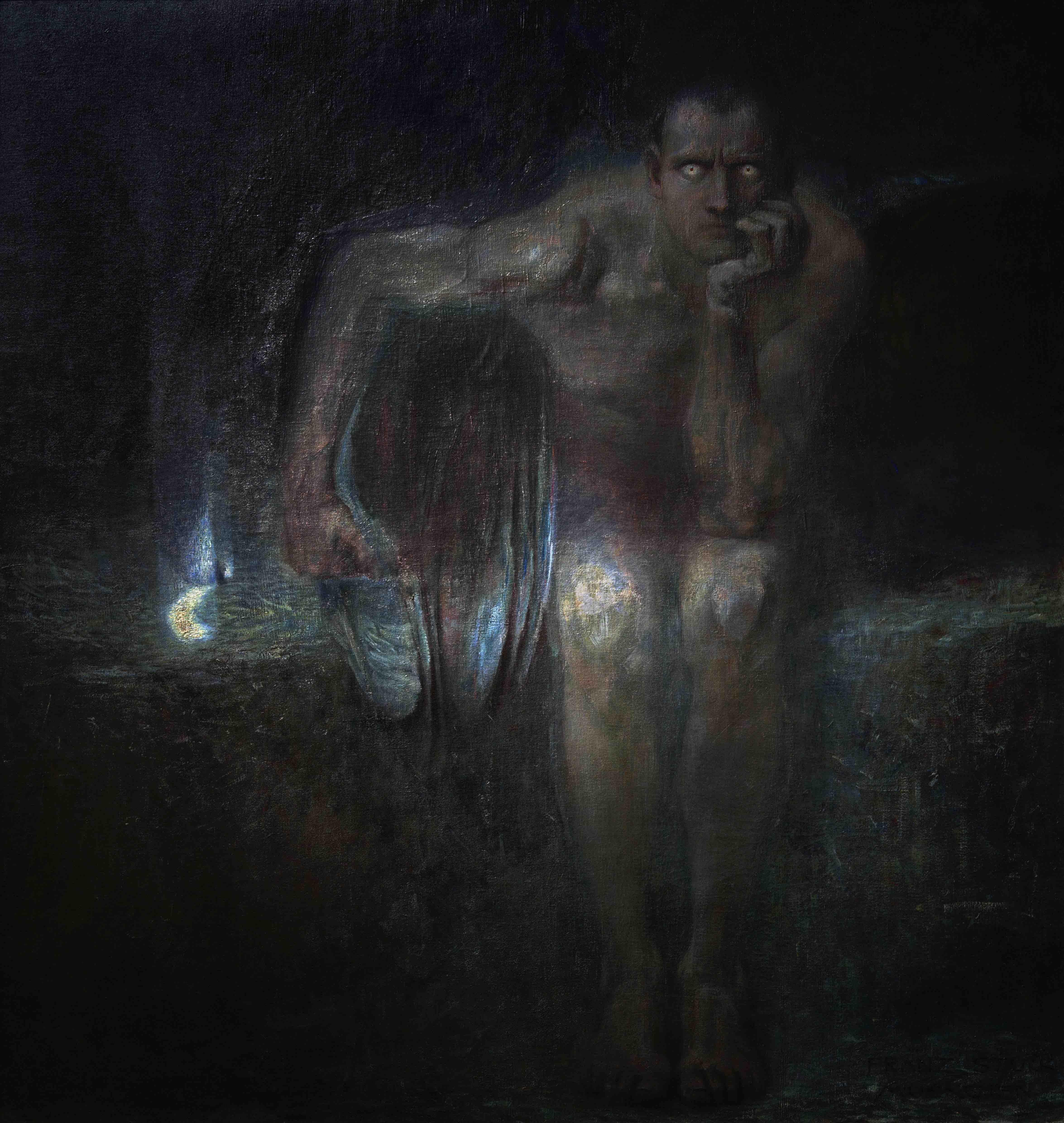
Luzifer målad av Franz von Stuck 1890.

Samstag aus Licht (Lördag av Ljus) är en opera i en hälsning och fyra scener för 13 musikaliska aktörer. Operan uruppfördes 25 maj 1984 på La Scala i Milano.
(Luzifertag, lördag (tyskans Samstag) är Saturnus dag, "dödens dag och natten till ljuset", huvudfärger: blanksvart och blågrönt.
Personer
- Luzifer (bas, styltbärare)
- Luzifers Drömspelerska (kvinnlig pianist)
- Den svarta kattan Kathinka (kvinnlig flöjtist, även piccolafljöt)
- De sex dödliga sinnena (6 slagverkare)
- Ett jättelikt människoansikte (harmonikår)
- Mikael (piccolatrumpetare)
- En banddansare (skådespelare)
- Teaterchefen (skådespelare)
- En djävulsblåsare (trombonist)
- En vild svart fågel
- Tre gånger 13 munkar (kör)

Handling
Scen 1.
Luzifers dröm eller Pianostycke XIII. Luzifer drömmer att de fem elementen anropade Pianostycke XIII och faller utmattad till marken, skendöd.
Scen 2.
Kathinkas sång som Luzifers rekviem. Med dem som söker det eviga ljuset i sina tankar, stiger kattan Kathinka ut en "flygelgrav" och frambringar som flöjtist de underbaraste toner, för att "genom lyssnande leda de dödas själar till klar medvetenhet". De "sex dödliga sinnena" (hörsel, syn, lukt, smak, känsel och tankeförmåga) blandar sig i. De "avtackas av Kathinka", som återvänder till flygelgraven.
Scen 3.
Luzifers dans. Luzifer har återuppstått och behärskar människans tankeförmåga och känslor: Ögonbrynens, ögonens, kindernas, näsvingarnas, överläppens, tungspetsens, hakans dans. Mikael protesterar mot grimaserandet med blir nedkastad av styltdansaren Luzifer. Ansiktet kommer i vila, medlidandets tårar rinner.
Scen 4.
Luzifers avsked. Munkar firar S:t Franciskus av Assisis Lolli delle virtù (Dygdens lovsånger). En säck med kokosnötter faller från himmelen. En vild svart fågel som sitter i bur släpps ut i frihet av munkarna och sänder ut sina goda välgångsönskningar i världen, symboliskt fullbordad genom att kokosnötsskalet krossas och fruktköttet friläggs.

### Söndag
Sonntag aus Licht (Söndag av Ljus) är en opera i fem scener och ett farväl. Operan uruppfördes i två delar den 9 och 10 april 2011 på Kölns opera.
Söndag är den mystiska föreningens dag mellan Eva och Mikael, ur vilken det nya livet Måndag uppstår.
Personer
- Eva (sopran, flöjt, bassetthorn)
- Mikael (tenor, trumpet)
- Luzifer (bas, baryton)
- Änglakörer 1-6 (sex körer)
- Änglakör 7, Eva och Mikael (alt, bas)

Handling
Scen 1.
Ljus och vatten. Eva och Mikael sjunger en duett. Orkestern gör entré genom publiken. Musiken roterar genom luften på samma sätt som planeterna roterat i rymden.
Scen 2.
Änglaprocession. Sju änglaprocessioner lovsjunger Gud på sju olika språk. Den sjunde består av fyra solister som sjunger på tyska. De andra änglakörerna sjunger på hindi, kinesiska, spanska, engelska, arabiska och swahili.
Scen 3.
Ljusbilder. Mikael lovsjunger Guds skapelser, från stenar till andar. Allt ackompanjerat av ljusbilder.
Scen 4.
Fjärde scenen återberättar alla Licht-cykelns dagar. Personerna förklarar sina dagar med respektive karakteristiska tecken och dofter. Eva uppenbarar sig som Moder Jord medan Mikael är en pojke. En altröst i bakgrunden (som säger sig vara Eva) orsakar tumult bland solisterna. De återvänder med altrösten i spetsen. Eva kallar fram pojken Mikael och de sjunger en duett. Sedan försvinner de in i en annan värld.
Scen 5.
Bröllopen. Fem körgrupper och fem orkestergrupper utför tillsammans och samtidigt bröllop.